# Suillus brevipes
Espèce
Suillus brevipes est une espèce de champignons basidiomycètes de la famille des Boletaceae.

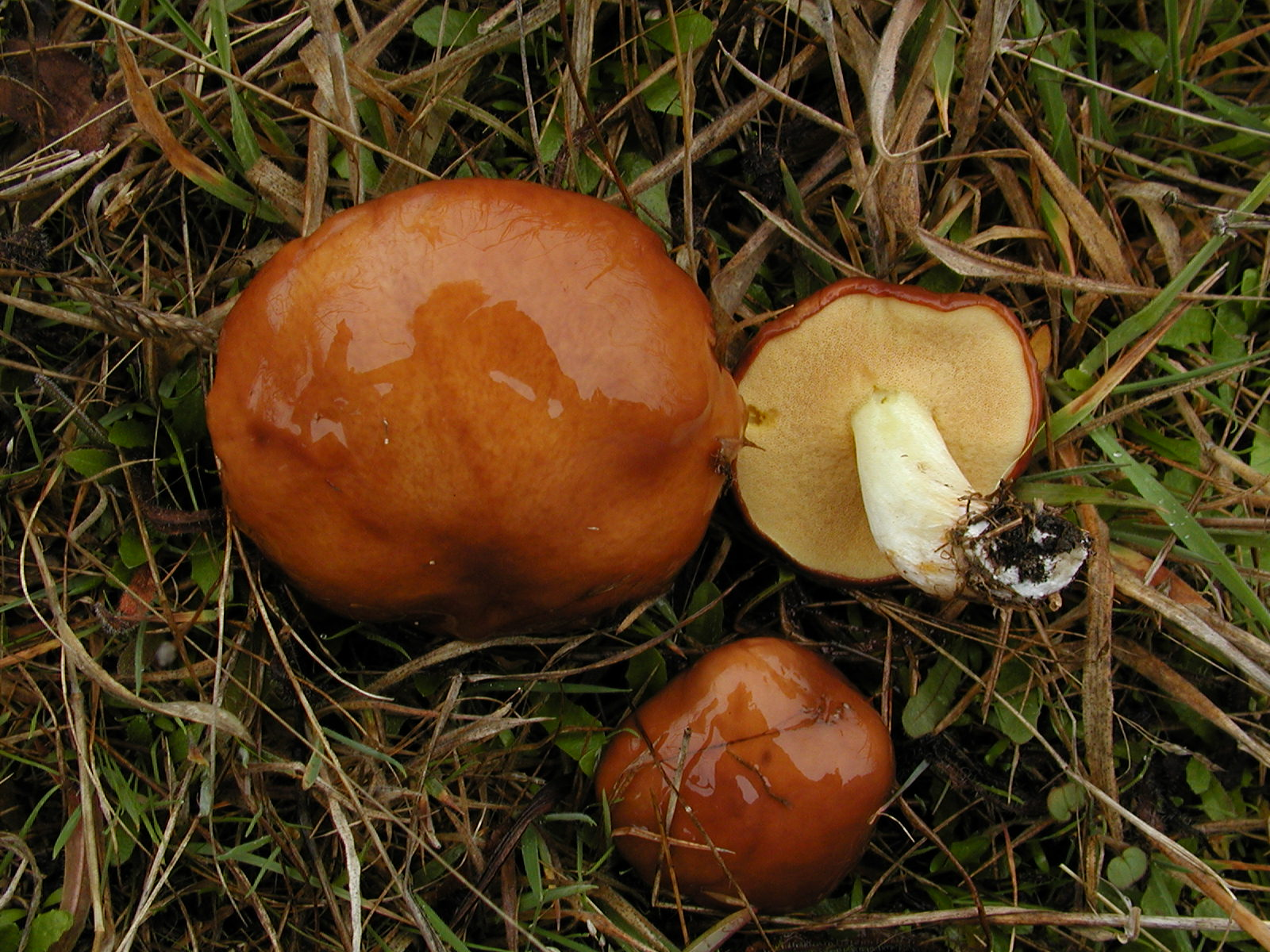
Suillus brevipes

## Habitat et distribution
Suillus brevipes pousse seul, dispersé, ou en groupe à la fin de l'été et en automne, en association avec diverses espèces de conifères. Champignon commun, et parfois abondant, on le trouve pratiquement partout en Amérique du Nord, du Mexique au Canada (et jusqu'à Hawaï). Cette espèce a également été introduite accidentellement dans différents pays (Porto Rico, Argentine, Inde, Nouvelle-Zélande, Japon et Taïwan) avec l'exportation de pins.